# Imigração estoniana no Brasil
A imigração estoniana no Brasil começou no início do século XX, quando em 1925 500 estonianos aportaram em Santos e depois foram embarcados à Casa do Imigrante, no estado de São Paulo, onde está o atual Museu da Imigração. Após isso, a maioria optou por ficar na Capital, e outros foram para as fazendas cafeeiras no interior, no Paraná e em Minas Gerais. Atualmente é incerto o número de descendentes destes estonianos, apenas se sabe de estonianos que vêm ao Brasil desde o fim do século XX, principalmente a trabalho.